# Austin Wintory
Austin Wintory (Denver, 9 de setembro de 1984) é um compositor estadunidense especializado em trilhas sonoras para filmes e jogos eletrônicos. Wintory é conhecido por suas colaborações com a Thatgamecompany nos títulos Flow e principalmente Journey, por meio do qual teve seu trabalho indicado ao prêmio Grammy de "Melhor Trilha Sonora para Mídia Visual", o primeiro jogo a disputar em tal categoria na história do evento. Wintory acumula em seu catálogo de composições mais de trezentas trilhas desde 2003.